# Платонешти (Јаломица)
Платонешти (рум. Platonești) насеље је у Румунији у округу Јаломица у општини Платонешти. Oпштина се налази на надморској висини од 14 m.

## Становништво
Према подацима из 2002. године у насељу је живело 1006 становника, од којих су сви румунске националности.